# Fort Groß Friedrichsburg
Fort Groß Friedrichsburg era una fortezza nella colonia di Groß Friedrichsburg in Costa d'Oro brandeburghese, in Africa occidentale. Dopo l'erezione del forte all'epoca dell'elettore Federico Guglielmo I di Brandeburgo nel 1683, esso divenne il fulcro centrale della tratta degli schiavi ad opera del Brandeburgo. Qui, gli schiavi venivano trattenuti sino al loro trasporto nelle Americhe, principalmente nelle piantagioni di canna da zucchero dei Caraibi.
Dopo la vendita della colonia nel 1717 da parte del re Federico Guglielmo I di Prussia, il forte passò ufficialmente nel 1718 all'Olanda. Gli olandesi, che furono in grado di ottenere il controllo del forte solo dopo alcuni anni di occupazione da parte della gente del posto nel 1724, ribattezzarono la fortezza di Fort Hollandia. Nel 1815 il forte fu abbandonato dagli olandesi.

## Descrizione

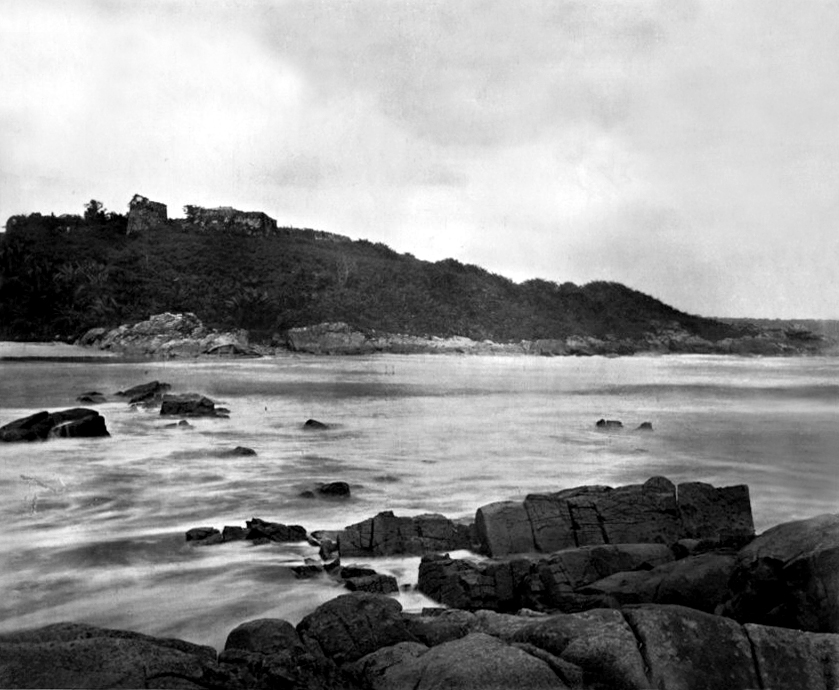
Le rovine del forte di Groß Friedrichsburg viste dal mare

L'ex Fort Groß Friedrichsburg si trova sulla costa del distretto di Ahanta West nella regione occidentale del Ghana, a sudovest di Sekondi-Takoradi e a nordovest di Capo Three Points. Nella parte nordovest delle rovine della fortezza, circa 100 metri più in passo sotto Manfro Hill, su cui è stata costruito il forte, si trova la città di Princes Town con 5 200 abitanti. Esso fu costruito vicino alla confluenza di due fiumi, il più grande dei quali scorre intorno alla città a nord e ad ovest. A est della città e a nordest di Manfro Hill, si trova una laguna separa dalla terraferma dal mare aperto.
La fortezza è parzialmente conservata. Mentre i bastioni nord e est, nonché il muro esterno nordorientale e i depositi non esistono più, i lati sud e ovest del forte, compresa la casa del governatore, sono ancora in discrete condizioni. Lo stato del Ghana ha affittato alcune stanze negli edifici, facendovi giungere l'elettricità ma non l'acqua corrente. Inoltre, la fortificazione ospita un piccolo museo. Il Fort Groß Friedrichsburg è uno dei circa 35 forti storici sulla costa del Ghana.

## Storia

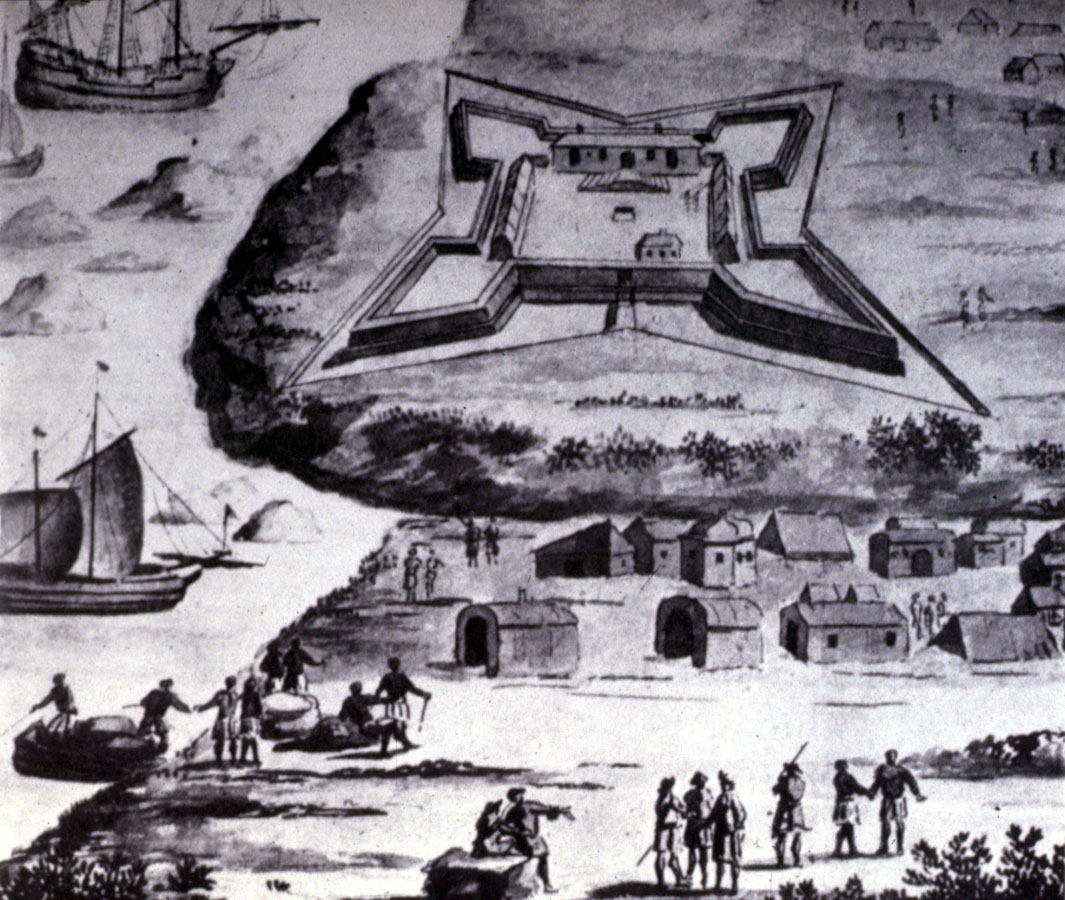
Veduta del forte con il villaggio e un porto per lo scarico delle merci

Il 27 dicembre 1682, due navi del Brandeburgo raggiunsero la costa africana sotto la guida di Otto Friedrich von der Groeben.
Dopo l'occupazione dell'area tra Capo Three Points a sudovest e Manfro Hill dall'altra i soldati e i marinai del corpo di spedizione sbarcati il 31 dicembre 1682, giunsero nel giorno di capodanno dell'anno 1683 alla cima di Manfro Hill e li venne issata la bandiera del Brandeburgo. Immediatamente dopo la conclusione di un trattato con gli abitanti del villaggio di Pokesu (Pocquesoee) ai piedi della montagna, venne istituito un protettorato il 5 gennaio 1683; li iniziò la costruzione delle prime fortificazioni su Manfro, area ribattezzata Groeben dai tedeschi.
Durante la costruzione del forte, progettato dal costruttore della fortezza di Brandeburgo, Karl Konstantin von Schnitter, vennero utilizzati prevalentemente materiali da costruzione portati dall'Europa. La base della fortezza aveva la forma di un quadrangolo regolare circondato da un muro di pietra principale con casamatte ribassate e quattro bastioni appuntiti agli angoli. I bastioni furono costruiti nelle parti nord-sud ed est-ovest, con il bastione nord a difesa dell'accesso terrestre, mentre gli altri erano allineati sul lato del mare.
All'interno della fortezza, davanti all'ingresso principale, si trovava la casa del comandante della fortezza. Il comandante del complesso ricevette il titolo di "Governatore generale in nome della sua altezza elettorale del Brandeburgo e della sua compagnia africana", per cui ricoprì anche la carica di governatore di tutti i possedimenti del Brandeburgo nella colonia di Groß Friedrichsburg sulla costa della Guinea.
Con la fine delle ambizioni coloniali del Brandeburgo-Prussia, la colonia venne venduta assieme alla fortezza nel 1717/20 alla Compagnia olandese delle Indie occidentali. Dopo la partenza dell'ultimo governatore generale prussiano, però, la fortezza venne occupata da un capo tribù locale ex alleato dei prussiani, il cui nome è scritto in vari modi, tra cui John Conrad o Jan Conny; questi occupò la fortezza e la equipaggiò con cannoni precedentemente catturati. Fino al 1724, fu in grado di difendere la fortezza dai numerosi e massicci attacchi degli olandesi, ma dovette infine cedere dopo quasi sette anni. Gli olandesi, occupata l'area, la rinominarono Fort Hollandia. Nel 1815, il forte fu infine abbandonato dagli olandesi; la colonia passò nel 1872 per vendita in possesso agli inglesi.

## Galleria d'immagini

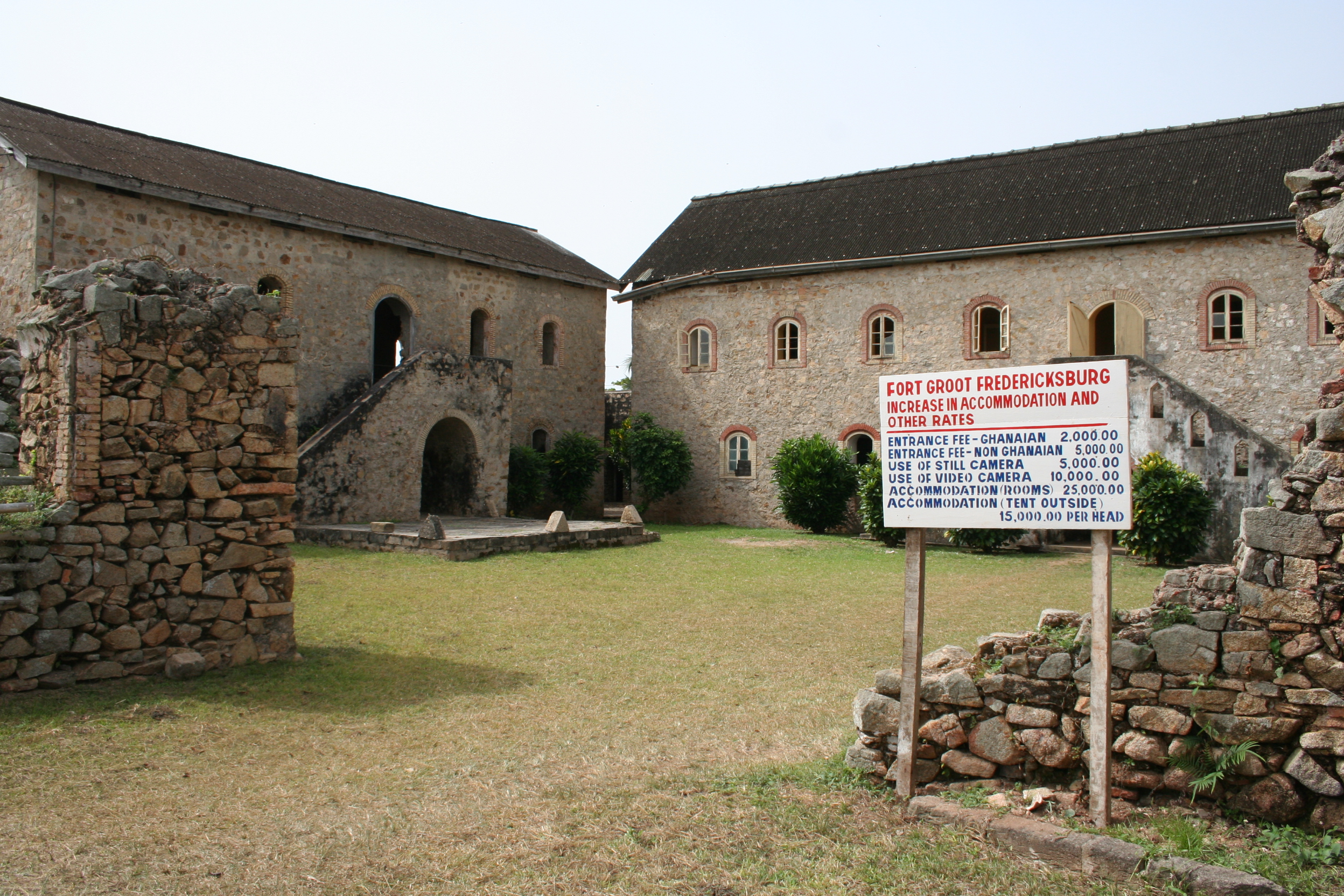
Veduta dall'ingresso del forte
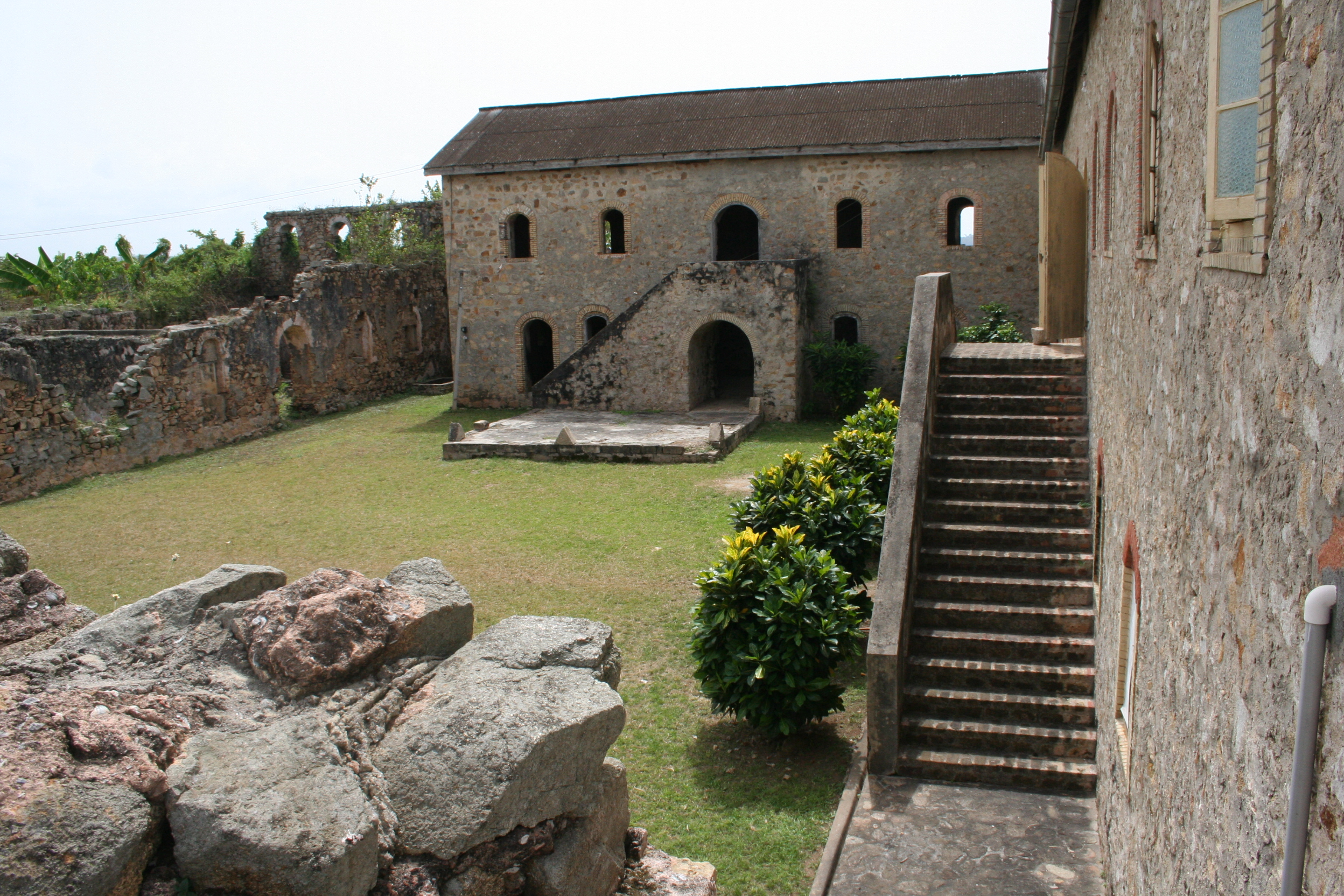
L'interno con le scale verso l'edificio principale
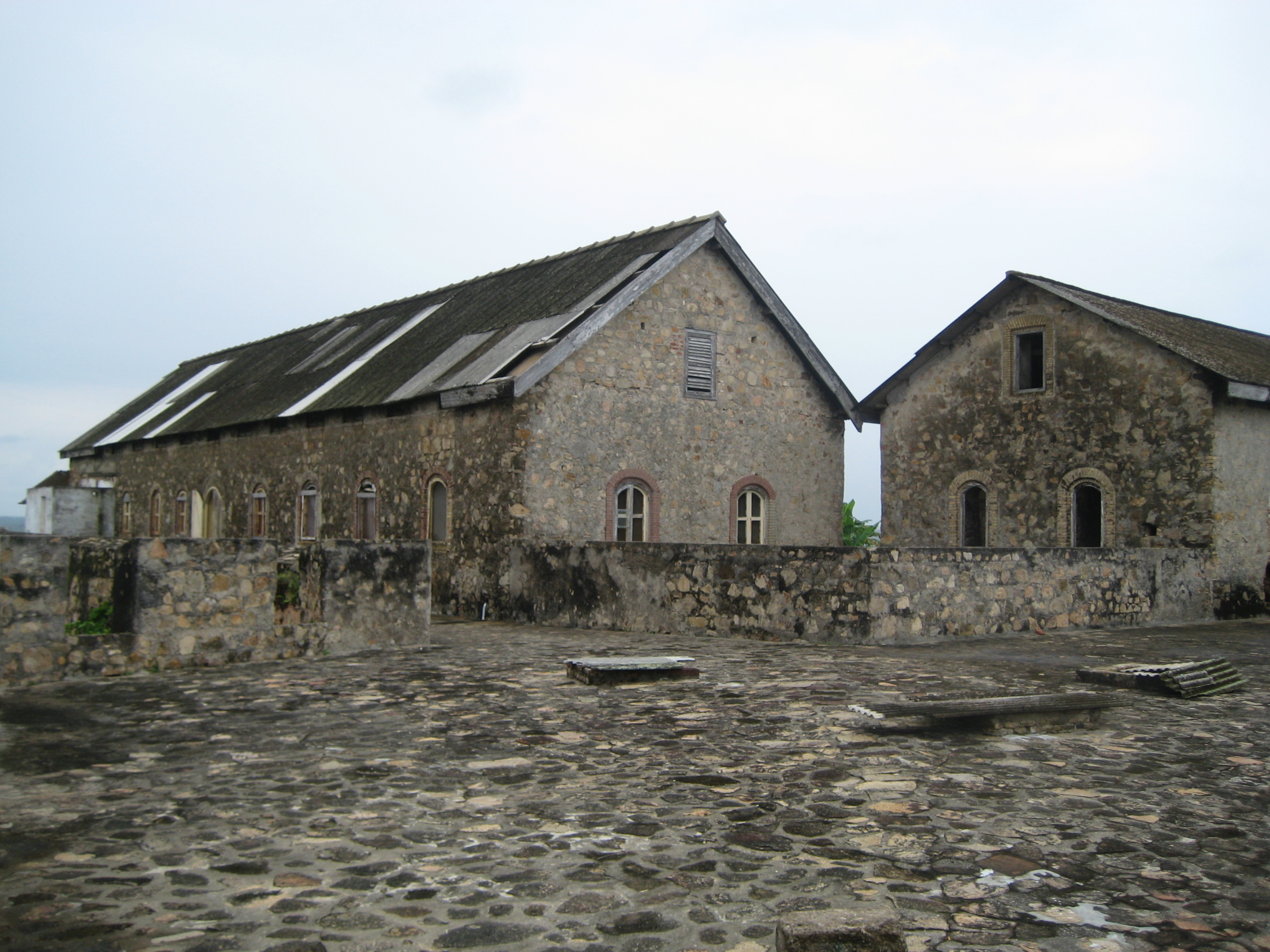
Vista di una dépendance
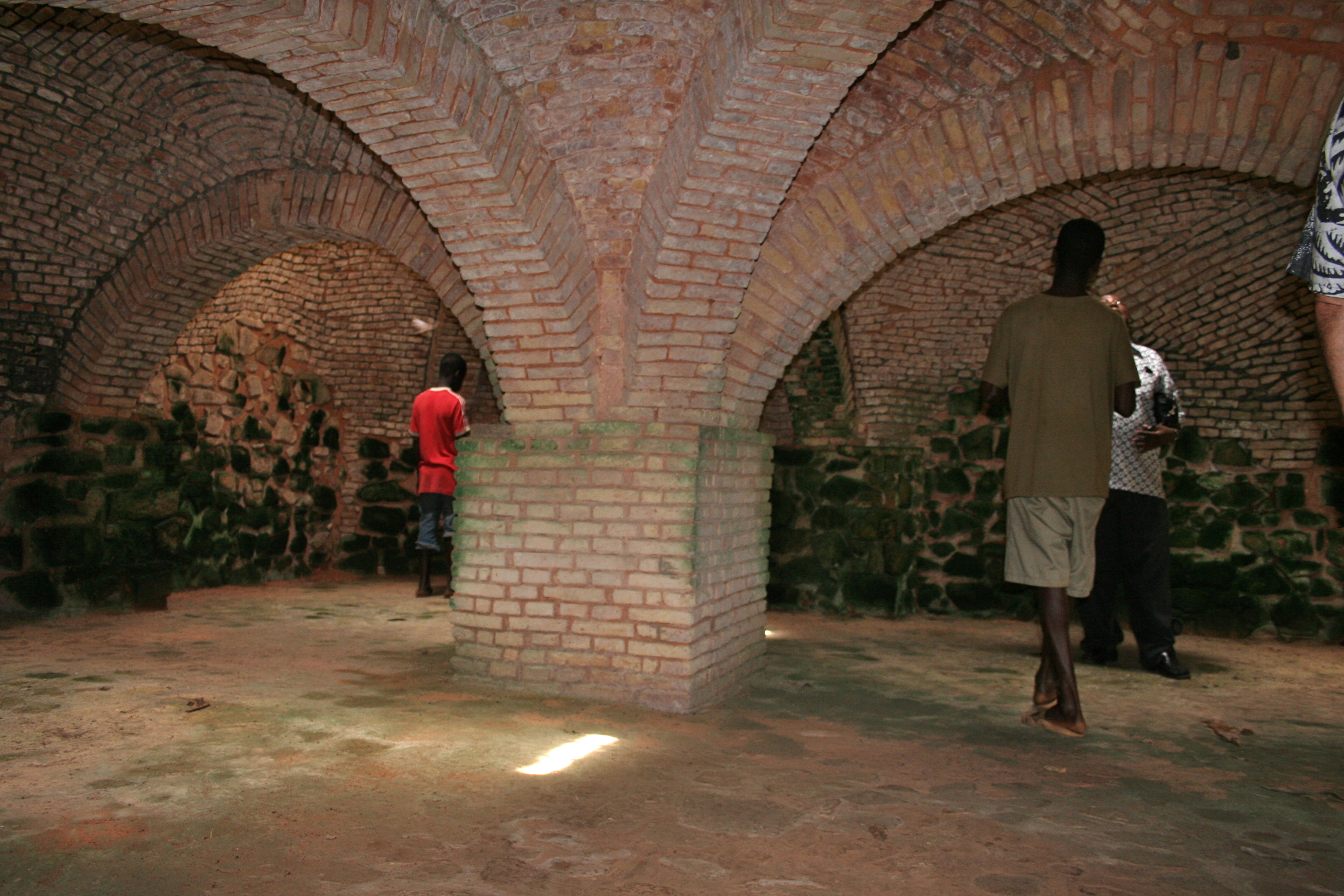
Una delle prigioni sotterranee
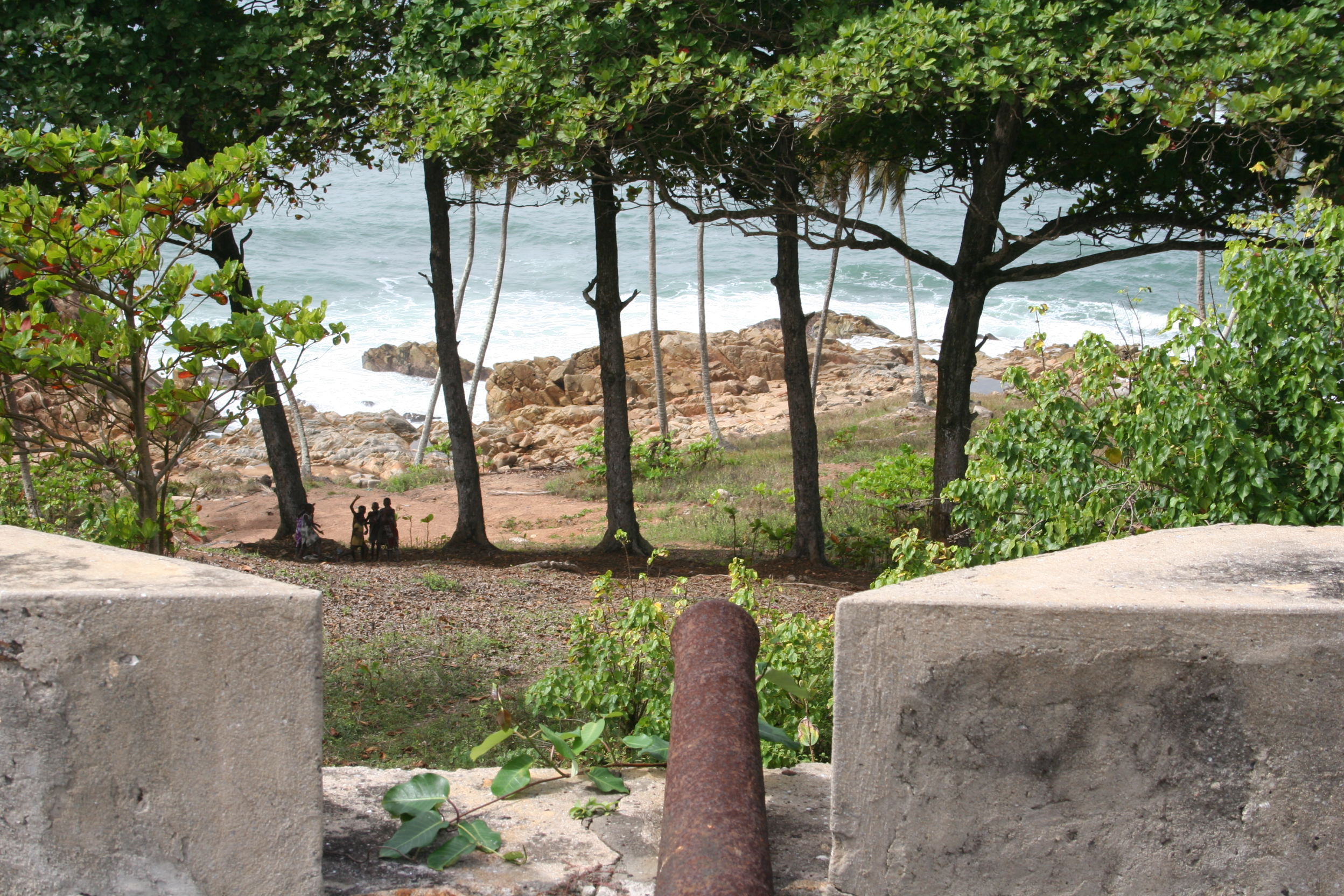
Vista della baia dal forte

## Elenco dei comandanti della colonia e del forte
- 1682-1683 Otto Friedrich von der Groeben
- 1683–1684 Philipp Pietersen Blonck
- 1684 Nathaniel Dillinger
- 1684 Jan van Coulster
- 1684-1685 Karl Konstantin von Schnitter
- 1685-1686 Johan Brouw
- 1686-1691 Johann Niemann
- 1691-1693 Johann Tenhoof
- 1693-1696 Jakob Tenhoof
- 1696-1697 Gijsbrecht van Hoogveldt
- 1697-1698 Jan van Laar
- 1698-1699 Otto Swalme
- 1699-1700 Jan de Visser
- 1700-1703 Adriaan Grobbe
- 1703-1706 Johann Münz
- 1706-1709 Heinrich Lamy
- 1709-1710 Harmen Stockhoff
- 1711 Frans de Lange
- 1712-1716 Nicholas Dubois
- 1716-1717 Anton Günther van der Menden
- 1717-1724 Jan Conny (de facto)